# Jan Bucquoy
Jan Bucquoy (Harelbeke, 16 novembre 1945) è un fumettista e regista belga; nella sua carriera si è cimentato in modo provocatorio in varie forme d'arte, dal cinema ai fumetti alla musica, per esprimere le sue dichiarazioni anticomformiste; divenne un attivista anarchico, repubblicano, ateo, anticapitalista, anticonformista e antimonarchico, mettendo spesso in pratica le sue parole attraverso dipinti, sculture, film, fumetti, fondando musei e riviste e attraverso provocazioni culturali come "colpi di stato" o "decapitazioni" del re del Belgio.

## Biografia
Sua madre era fiamminga e suo padre vallone, un operaio comunista e antimonarchico. Crebbe in un quartiere popolare di Harelbeke e, durante la giovinezza, si appassionò ai fumetti leggendo le riviste Tintin e Spirou rimanendo affascinato da autori come André Franquin ed Hergé; si iscrisse nel 1967 alla facoltà di scienze politiche a Strasburgo dove, all'impegno come studente preferì occuparsi d'altro: fece sia il regista teatrale con l'ensemble sperimentale People's Action Laboratory, che l'attore, interpretando opere di scrittori fiamminghi, recitati però in francese, come "Het Gezin van Paemel" di Cyriel Buysse e "Vrijdag" di Hugo Claus; mise in scena anche opere di Bertolt Brecht, Erwin Piscator e Vsevolod Meyerhold. Interruppe gli studi di scienze politiche per dedicarsi a quelli di cinema all'Institut National Supérieur des Arts du Spectacle et des Techniques de Diffusion di Bruxelles e allo studio della filosofia presso l'Università di Gand e poi passò alla facoltà di lettere dell'Università di Grenoble; alla fine non completò nessun corso di studi.

### Fumetti ed editoria
Negli anni settanta realizzò collage pornografici ispirati a famosi personaggi dei fumetti come Tintin, Lucky Luke e Astérix pubblicati sulle riviste Hara-Kiri, Charlie Hebdo e Marcel Mariën. Ha pubblicato una raccolta di poesie nel 1976, combinando il testo con disegni umoristici.
Nel 1980 esordì come fumettista pubblicando con l'editore Michel Deligne il romanzo grafico "Le Bal du Rat Mort", disegnato da Jean-François Charles; il testo risaliva al 1977 ma non aveva mai trovato un disegnatore adatto; nel 1981 l'opera vinse il Prix Saint-Michel come miglior fumetto realistico e il Prix Oscar Désiré Vandemuyzewinkel; l'opera venne poi ristampata da Glénat nel 1986 ricevendo ottime recensioni. Sempre nel 1980 iniziò a pubblicare la sua serie a fumetti più longeva e popolare, Jaunes, che verrà pubblicata fino al 1989, disegnata da Tito e nel quale inserì momenti controversi della storia belga come le simpatie naziste di re Leopoldo III e vari scandali della famiglia reale; dal 1980 al 1989 la serie venne ripubblicata da Glenat in sette volumi. Fino al 1989 collaborò regolarmente alla rivista Circus della Glénat, ideando diverse serie e racconti singoli disegnati da diversi autori ma, principalmente, da Marc Hernu; collaborò anche con altre riviste come Vécu. Sempre con Marc Hernu ideò nel 1982 la serie Alain Moreau, pubblicata fino al 1987, e la serie umoristica Jean-Pierre Leureux (1986-1987); con Jacques Santi ideò nel 1983 la serie Gérard Craan, serie che poi si è evoluta in Chroniques de Fin de Siècle (1985-1988), dove il personaggio principale venne rinominato "Gérard Mordant". Con il fumettista Erwin Sels (Ersel) realizzò la serie Frenchy (1989-1991), pubblicata in Francia da Éditions Himalaya e in Olanda da Loempia; i due collaborarono anche per la serie Epopée Française: Indochine (1990), edita da Glénat. Nel 1981 ideò e pubblicò la rivista di fumetti per adulti Spetters, che venne pubblicata fino al 1982; per il settimo numero Bucquoy realizzò uno speciale dedicato a Hergé a seguito del processo a cui era stato sottoposto per aver realizzato con Filip Denis una versione porno della serie Tintin, "Tintin en Suisse"; alla fine perse la causa e, in un editoriale difese la libertà di parola di Denis e attaccò duramente Hergé definendolo "grande inquisitore, vecchio amico di Léon Degrelle e collaboratore della rivista fascista Le Petit Vingtième e del giornale nazista Le Soir durante la guerra"; sullo stesso numero pubblicò un'altra parodia di Tintin, Kuifje in Holland, disegnata dallo svedese D'Arcosta dove il personaggio di Tintin è esplicitamente filonazista; nonostante l'intento di scatenare la reazione di Hergè, non ci furono conseguenze legali.
Per tutti gli anni ottanta Hergé e Tintin furono oggetto di sue opere satiriche come, ad esempio, la storia a fumetti, La Vie Sexuelle de Tintin, in cui i personaggi sono dei degenerati sessuomani; anche il re del Belgio fu oggetto di opere satiriche molto critiche nei suoi confronti per le accuse di filo-nazismo; scrisse una parodia pornografica anche di Asterix, La Vie Sexuelle d'Astérix (CD Éditions, 1985) e di Lucky Luke, De Sex-avonturen van Lucky Luke, venendo per questo citato in giudizio per diffamazione e violazione del copyright oltre a subire diversi sequestri delle riviste Spetters e Circus dove erano stati pubblicati articoli e fumetti che attaccavano la famiglia reale. Nel 1992 fu citato in giudizio dalla vedova di Hergé per diffamazione e violazione del copyright ma riuscì a vincere la causa dimostrando che le sue affermazioni sul passato bellico di Hergé erano veritiere anche se esagerate per scopi satirici. Nel 1993 venne citato in giudizio anche da Morris per aver pubblicato la parodia porno di Lucky Luke.
Nel 1990, come editore, pubblicò il settimanale Dol, che prendeva il nome da un locale di Bruxelles frequentato da Bucquoy; venne pubblicato anche in francese col nome Belge; nel primo numero pubblicò una satira di sua creazione sulla vita sessuale della famiglia reale dove alcuni componenti hanno un rapporto sessuale con animali; a causa di questo la rivista venne vietata nei Paesi Bassi dove la rappresentazione della zoofilia era illegale; la rivista, che presentava autori e fumettisi anche di fama come Philippe Vuillemine e Charles Bukowski, venne confiscato diverse volte dalla polizia e alcuni rivenditori si rifiutarono anche di venderla; dopo cinque numeri la maggior parte dei collaboratori se ne andò ma Bucquoy realizzò ugualmente la rivista ristampando suoi vecchi fumetti e altri simili di altri autori; la rivista venne pubblicata ancora per un anno prima di chiudere.
Negli anni '90 fu anche un lettore ospite alla Sint-Lukas School of Arts di Bruxelles, formando studenti alla scrittura delle sceneggiature di fumetti.

### Attività politica e culturale

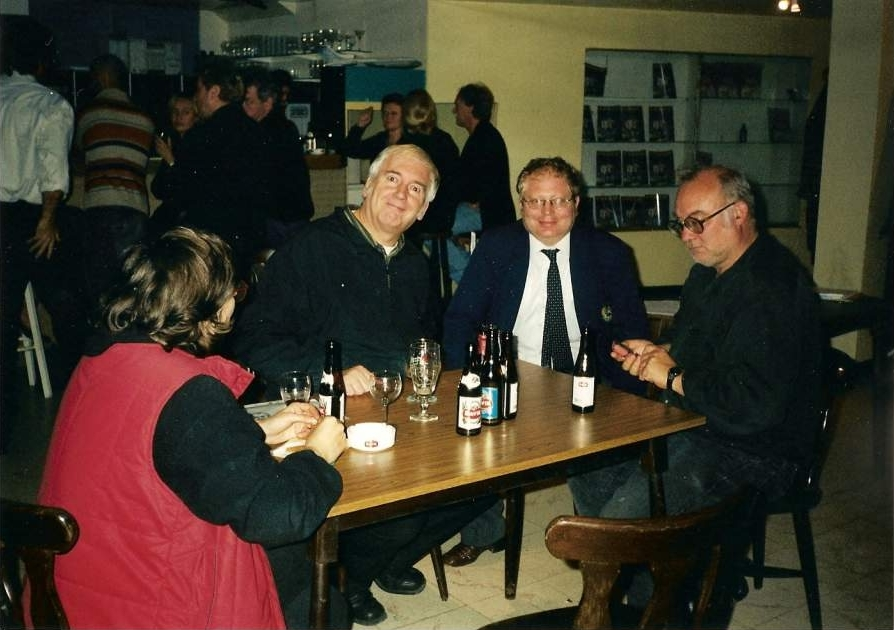
Sylvie (figlia di Noël Godin), Noël Godin, Francis De Smet e Jan Bucquoy a Harelbeke in Belgio.

All'inizio degli anni novanta aveva acquisito una tale notorietà da essere invitato a diversi talk show televisivi; in uno di essi, trasmesso dalla televisione francese, si tolse i pantaloni; nel 1991, in un altro talk show televisivo, mostrò due fichi paragonandoli alla vecchia vagina rugosa della regina Fabiola; nel 1992, nel talk show Entre Nous su RTL-TV1, si presentò con una bambola gonfiabile e prodotti alimentari che usò per dei confronti con i genitali dei membri della famiglia reale; alla fine della trasmissione, durante i titoli di coda, una persona del pubblico lo aggredì prendendolo a pugni scatenando una rissa e portando successivamente alla chiusura del programma. Questo episodio portò al suo bando dalla televisione.
Alla fine degli anni novanta fu attivo in alcuni piccoli partiti e, alle elezioni del 2010, venne stato candidato per il Front des Gauches. Dal 2005 al 2009 organizzò cinque "colpi di stato", sempre intorno alla data del 21 maggio ("perché di solito non piove") con l'intento di giustiziare il re con la spada (nel 1992 decapitò un busto del re Baldovino del Belgio sulla piazza del mercato, venendo quindi arrestato) e usare il palazzo reale per ospitare famiglie di senzatetto; inoltre, in caso di riuscita, avrebbe abolito le elezioni che sarebbero state sostituite dal sistema della lotteria in quanto "anche un impiegato di un supermercato, un artista o un capotreno dovrebbe poter sedere in parlamento"; avrebbe poi abolito la proprietà privata e ogni cittadino avrebbe ricevuto un reddito di base e avrebbe dovuto lavorare solo due anni in tutta la sua vita.
Sebbene la maggior parte delle opere di Bucquoy fossero collage e dipinti pornografici, acquistò anche diversi vecchi dipinti nei mercatini delle pulci, cancellò la firma e la sostituì con la sua. Oppure ha semplicemente appeso una tela vuota e ha scritto il suo nome sul muro. Il 18 ottobre 1990 provocò ulteriore indignazione bruciando un acquarello di René Magritte, Soleil à travers bois. Si mise in dubbio che l'opera fosse originale e quindi disse di avere un certificato, firmato dalla vedova di Magritte, la quale confermò che era davvero originale. Usò quindi i resti per creare una nuova opera, Le ceneri dii Magritte. Attraverso questi metodi voleva fare una dichiarazione contro la commercializzazione nell'industria artistica. Nel 1998 Bucquoy ha pubblicato il suo calendario di nudità, The True Story of the Naked Man.
Negli anni novanta ha collaborato con l'attivista belga Noël Godin con il quale lanciò una torta in faccia a Bill Gates nel 1998 e ad altri personaggi "rei" di prendersi troppo sul serio come Marguerite Duras,Jean-Luc Godard, Jean-Marie LePen e Bernard-Henri Lévy; quest'ultimo, tra il 1985 e il 2015, venne preso di mira per otto volte.
I musei
Insieme a Paul Ilegems, Jef Meert e Jo Cauwenbergh ha creato negli anni ottanta un museo itinerante sulle patatine fritte belghe. Dal 1988 in poi, ha realizzato 50 dipinti e collage ridicolizzando in particolare la famiglia reale belga come con il dipinto "La Vie Sexuelle de Baudouin" del 1990; su questa falsariga, prese di mira anche altre icone belga e internazionali:
Nel luglio 1990 creò "Le Musée de la Femme" (museo delle donne), perché "le donne hanno bisogno di essere preservate più che l'arte, poiché si trasformano sempre di più in maschi". Vi espose 13 tipi di donne, tra cui "donna belga", "donna bambino", "donna stupida", "donna del bagno", "vergine", "donna incinta", "donna nuda". Queste erano rappresentate da vere donne sedute su una sedia.
Il suo progetto artistico più noto è il "Muséé du Slip", un museo dedicato alla biancheria intima delle celebrità: l'idea nacque da un lapsus fra la parola "striscia" (fumetto) pronunciata come "scivolata" (in inglese "slip"). Il 22 gennaio 2014 le mutande del politico Yvan Mayeur vennero trafugate e il colpevole non venne mai stato scoperto. Originariamente era in mostra permanente a Dolle Molma venne poi trasferito nella città di Lessines nel settembre 2016.

### Cinema
Dal 1965 aveva già realizzato alcuni corto-mediometraggi; nel 1976 girò Déterrement du cadavre du général de Gaulle à Colombey-les-Deux-Églises, un mediometraggio in cui si sarebbe dovuto dissotterrare il cadavere di Charles de Gaulle. 
Negli anni novanta decise di realizzare una trasposizione cinematografica di un suo fumetto, La Vie Sexuelle Avec Mes Femmes, per produrre un lungometraggio che intitolò La vita sessuale dei belgi. Riuscì a trovare un produttore, Francis De Smet, e un budget sufficiente per realizzarlo senza sussidi governativi. Nonostante il titolo, è una storia autobiografica dalla sua nascita e alla fine degli anni '60. Il film venne completato nel 1993 e lui stesso vi compare in un cammeo nei panni di Andreas, un poeta dada. Il critico cinematografico britannico Barry Norman lo definì uno dei migliori film che aveva visto di recente. Il film vinse il premio André Cavens e ottenne buone recensioni.
Nel 1996 diresse un secondo film, Camping Cosmos, seguito del primo, che contiene ancora riferimenti autobiografici ed è una satira di alcuni stereotipi belgi. Nel 1997 la società automobilistica francese Renault chiuse una sua fabbrica a Vilvoorde. Bucquoy quindi realizzò un docufiction al riguardo, Fermeture de l'usine Renault à Vilvoorde che mescola filmati di vita reale dei lavoratori in sciopero con una trama immaginaria in cui i lavoratori rapiscono il capo della Renault. Negli anni 2000 realizzò altri film come La Jouissances des Hystériques (2000), Vrijdag Visdag (2000), La Vie Politique des Belges (2002), La Société du Spectacle et Ses Commentaires (2003), Les Vacances de Noël (2005) e L'Art du Couple (2009). Dopo un decennio di silenzio, tornò a occuparsi di cinema lavorando alla realizzazione del film La Dernière Tentation des Belges (2020) che contiene riferimenti alla figlia Marie morta suicida nel 2008.
Ha anche collaborato a film di altri registi, come il film sperimentale Cinématon di Gérard Courant, che era un progetto in corso dal 1978. Nel road movie di commedia nera di Benoît Delépine e Gustave Kervern Aaltra (2004) ha interpretato un amante e in "Les Barons" (2009) di Nabil Ben Yadir un cabarettista. In "Faut Savoir se Contenter de Beaucoup" (2009) di Jean-Henri Meunier, lui e Noël Godin appaiono come se stessi. Silver Bliss 3: A Certain Love, A Certain Irony, A Certain Belgium (2014) è un'antologia, in cui vari registi, tra cui Bucquoy, Axel Claes, Jef Cornelis, Luc Gobyn, David Helbich, Jan Kempenaers, Jacques Lennep, Ria Pacqué, Jan Vromman e Thierry Zéno guardano con ironia al Belgio "perché è impossibile interpretarlo in modo serio".
Nel 2020 dirige La Dernière Tentation des Belges, che dovrebbe uscire nel 2021. Il film completa la trilogia iniziata nel 1993 con La vita sessuale dei belgi e continuata nel 1995 con Camping Cosmos.

## Influenza culturale
- Il 9 settembre 2008 il romanziere belga Théophile de Giraud gettò vernice rossa su una statua di Leopoldo II a Bruxelles per protestare contro i crimini del re belga contro l'umanità. Giraud affermò che tutte le statue di Leopoldo avrebbero dovuto essere abbattute e sostituite da statue di altre persone, come Bucquoy per esempio.[1]

## Filmografia
- 1976 – Déterrement du cadavre du général de Gaulle à Colombey-les-Deux-Églises (cortometraggio)
- 1993 - La vita sessuale dei belgi
- 1995 - Camping Cosmos
- 1997 - Fermeture de l'usine Renault à Vilvoorde
- 1997 - Crème et Châtiment (cortometraggio)
- 1999 - La Jouissances des Hystériques
- 2001 - La Vie Politique des Belges
- 2002 - La Société du Spectacle et Ses Commentaires
- 2002 - Vrijdag Visdag
- 2005 - Les Vacances de Noël
- 2009 - L'Art du Couple

Attore
- 1978 - Cinématon di Gérard Courant,
- 2004 - Aaltra
- 2009 - Les Barons
- 2009 - Faut Savoir se Contenter de Beaucoup
- 2014 - Silver Bliss 3: A Certain Love, A Certain Irony, A Certain Belgium

## Opere
- La Vie est Belge (2005, autobiografia)

## Discografia
Singoli
- 1992 - Love Me Too di Bucquoy e Rainy Days
- 2005 - Hymne National Belge